# Anastrangalia rubriola
Anastrangalia rubriola là một loài bọ cánh cứng trong họ Cerambycidae.